# Общество Св. св. Кирил и Методий
Общество св. св. Кирил и Методий (на горнолужишки: Towarstwo swj. Cyrila a Metoda) е горнолужишка обществено-културна организация. Обединява в редиците си лужичани, принадлежащи към Римокатолическата църква. Целта на обществото е разпространение на християнството сред лужишкия народ, представяне на интересите му в католическата църква и съдействие за развитие на лужишката култура. Организацията влиза в състава на обществено-културната организация „Домовина“ и е наречена в чест на Св. св. Кирил и Методий.

## История
Обществото е основано на 13 декември 1862 г. от лужишкия писател Михал Хорник и свещеника Якуб Херман в чест на 1000-годишнината от пристигането на свети Кирил и Методий във Великоморавия. Първоначално носи името „Асоциация на католическите сорби“. Основната цел на асоциацията е да публикува книги на лужишките езици. През януари 1863 г. Асоциацията на католическите сорби започва да издава католическия вестник „Католски Посол“. Поради факта, че Обществото на св. св. Кирил и Методий е ръководено от католически свещеници, които служат в катедралата „Св. Петър“ в Бауцен, организацията се придържа към консервативни политически възгледи, които се противопоставят на кайзерска Германия. Скоро след основаването си започва да поддържа връзки с местната лужишка обществено-културна организация „Матица сербска“.
По време на конфликта между 1923 – 1929 г. между лужишките католически свещеници от епархия Мейзен и епископ Кристиан Шрайбер, който се опитва да ограничи употребата на лужишките езици на територията на епархията, Обществото на Кирил и Методий заема неутрална позиция и се опитва да бъде посредник в спора. От 1933 г. Обществото започва да бъде потискано от нацистките власти. През 1937 г. е иззета печатницата му, а през 1939 г. е забранено публикуването на вестник „Католски Посол“.
След Втората световна война властите в ГДР не допускат възобновяването на дейността на организацията. Вестник „Католски Посол“ започва да излиза през 1950 г. под егидата на организация „Домовина“. През 1985 г., след премахването на закона за частните организации, Обществото на Кирил и Методий възобновява дейността си, след разрешение на епископа на Дрезден-Мейсен. Обществото действа в рамките на епархиалното право и под егидата на католическата църква. През 1995 г. организацията придобива самостоятелност.
През януари 2000 г. обществото създава спортен клуб „Sportverein Crostwitz“ (Sportowa Jednotka Chrósćicy) в град Кроствиц, което има автономност в състава на организацията.
Администрацията на Обществото на св. св. Кирил и Методий се намира в град Бауцен.

## Структура
Организацията обединява в редиците си частни и юридически лица. Обществото включва Сорбското братство на енория Витенхау, църковния хор на Кроствиц, хоровото общество „Лилия“, спортен клуб Sportowa Jednotka Chrósćicy и сорбските скаути от Кроствиц.
Организацията има музикален отдел и секция за религиозна литература. Публикува вестник „Katolski Posoł“. Международният отдел се занимава с отношенията с други славянски обществено-културни организации. Благотворителният отдел помага на бедните.
Председател на Обществото е католическият свещеник Вито Шапан.

## Председатели
- Якуб Кучанк (1862 – 1898);
- Якуб Скаля (1898 – 1925);
- Миклауш Жур (1925 – 1931);
- Юрий Хейдушка (1931 – 1937);
- Вито Шапан.

## Известни членове
- Петър Дучман (1839 – 1907) – лужишки общественик, лекар и фотограф. Основател на лужишкия театър.